# Ramalia veronicae
Ramalia veronicae är en svampart som beskrevs av Bat. 1957. Ramalia veronicae ingår i släktet Ramalia och familjen Venturiaceae.   Inga underarter finns listade i Catalogue of Life.